# Seznam čeških letalskih asov druge svetovne vojne
Seznam čeških letalskih asov druge svetovne vojne.

## 10 - 20zračnih zmag
Ime, Priimek - Nadimek;              Število zmag
- Karel Miroslav Kuttelwascher;        20
- Josef František;                     17
- Alois Vasatko;                       15
- František Perina;                    12
- Otto Smik;                           11(+3 V1)
- Josef Stehlik;                       10
- Miroslav J. Mansfeld;                10(+2 V1)

## 5- 10 zračnih zmag
Ime, Priimek - Nadimek;              Število zmag
- Leopold Srom;                        8
- Vaclav Cukr - Cooper;                8
- Otmar Kučera;                        7
- Stanislav Plzak;                     7
- Vaclav Jicha;                        7
- Tomaš Vybiral;                       7
- František Doležal;                   6
- Stanislav B. Fejfar;                 6
- Josef Dygryn - Ligoticky;            6
- Eduard M. Prchal;                    6
- František Chabera;                   5
- Jan Klan;                            5
- Ladislav Svetlik;                    5
- Josef Prihoda;                       5
- Ladislav Bobek;                      5
- Bohumil Furst;                       5
- Bedrich Kratkoruky;                  5
- Jiri V. Kučera;                      5
- Josef G. Hanus;                      5
- Svatopluk Janouch;                   5
- Evzen Cizek;                         5
- Rajmund Puda;                        5